# 인디언 척후병

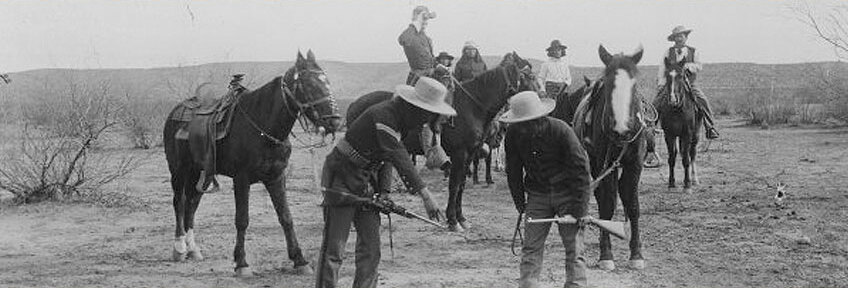
아파치 전쟁 당시 백인 병사들과 인디언 척후병들.

인디언 척후병(Indian Scouts)은 미국 육군에 징병된 미국 원주민이다.
인디언 척후병은 1866년 제도화되었다. 하지만 피쿼트 전쟁이나 프렌치-인디언 전쟁, 미국 독립전쟁에서 예증되듯이, 북미 원주민들은 미국이 건국되기 전부터 백인들과 동맹을 맺거나 용병으로 고용되어 백인들의 전쟁에 참여했다. 미국 건국 이후인 1812년 전쟁이나 미국 내전에서도 마찬가지였다.
19세기 말에서 20세기 초 인디언 척후병들은 미국 서부에서 원주민 토벌전에 동원되었고, 가깝게는 제2차 세계대전 때까지 운용되었다. 1947년 마지막 인디언 척후병이 예편하면서 인디언 척후병 제도는 공식적으로 사라졌다.
주요 인디언 척후병 부대로는 알라모 척후대, 아파치 척후대, 아리카라 척후대, 포니 척후대, 세미놀 척후대, 크로우 척후대, 에스키모 척후대, 나바호 척후대 등이 있다. 미 육군은 필리핀에서도 비슷한 현지인 부대(필리핀 척후대)를 편성하여 독립군 토벌에 운용했다.

## 같이 보기
- 코드 토커
- 피쿼트 전쟁
- 필리핀 척후대